# Saint-Pierre-de-Chandieu
Saint-Pierre-de-Chandieu és un municipi francès situat al departament del Roine i a la regió d'Alvèrnia-Roine-Alps. L'any 2007 tenia 4.407 habitants.

## Demografia

### Població
El 2007 la població de fet de Saint-Pierre-de-Chandieu era de 4.407 persones. Hi havia 1.582 famílies de les quals 282 eren unipersonals (141 homes vivint sols i 141 dones vivint soles), 466 parelles sense fills, 731 parelles amb fills i 103 famílies monoparentals amb fills.
La població ha evolucionat segons el següent gràfic:
Habitants censats

### Habitatges
El 2007 hi havia 1.668 habitatges, 1.608 eren l'habitatge principal de la família, 18 eren segones residències i 42 estaven desocupats. 1.509 eren cases i 139 eren apartaments. Dels 1.608 habitatges principals, 1.328 estaven ocupats pels seus propietaris, 240 estaven llogats i ocupats pels llogaters i 40 estaven cedits a títol gratuït; 23 tenien una cambra, 65 en tenien dues, 177 en tenien tres, 526 en tenien quatre i 817 en tenien cinc o més. 1.386 habitatges disposaven pel capbaix d'una plaça de pàrquing. A 622 habitatges hi havia un automòbil i a 914 n'hi havia dos o més.

### Piràmide de població
La piràmide de població per edats i sexe el 2009 era:
| Homes | Edats   | Dones |
| ----- | ------- | ----- |
| 0     | 95 o +  | 0     |
| 0     | 90 a 94 | 4     |
| 4     | 85 a 89 | 20    |
| 12    | 80 a 84 | 20    |
| 28    | 75 a 79 | 28    |
| 76    | 70 a 74 | 64    |
| 76    | 65 a 69 | 88    |
| 108   | 60 a 64 | 100   |
| 116   | 55 a 59 | 132   |
| 156   | 50 a 54 | 176   |
| 124   | 45 a 49 | 88    |
| 172   | 40 a 44 | 160   |
| 208   | 35 a 39 | 224   |
| 136   | 30 a 34 | 132   |
| 128   | 25 a 29 | 148   |
| 112   | 20 a 24 | 84    |
| 136   | 15 a 19 | 100   |
| 200   | 10 a 14 | 208   |
| 144   | 5 a 9   | 180   |
| 140   | 0 a 4   | 136   |

## Economia
El 2007 la població en edat de treballar era de 2.873 persones, 2.138 eren actives i 735 eren inactives. De les 2.138 persones actives 1.999 estaven ocupades (1.070 homes i 929 dones) i 138 estaven aturades (62 homes i 76 dones). De les 735 persones inactives 253 estaven jubilades, 287 estaven estudiant i 195 estaven classificades com a «altres inactius».

### Ingressos
El 2009 a Saint-Pierre-de-Chandieu hi havia 1.642 unitats fiscals que integraven 4.529,5 persones, la mediana anual d'ingressos fiscals per persona era de 23.098 €.

### Activitats econòmiques
Dels 299 establiments que hi havia el 2007, 17 eren d'empreses extractives, 4 d'empreses alimentàries, 1 d'una empresa de fabricació de material elèctric, 22 d'empreses de fabricació d'altres productes industrials, 49 d'empreses de construcció, 58 d'empreses de comerç i reparació d'automòbils, 39 d'empreses de transport, 11 d'empreses d'hostatgeria i restauració, 4 d'empreses d'informació i comunicació, 12 d'empreses financeres, 14 d'empreses immobiliàries, 34 d'empreses de serveis, 24 d'entitats de l'administració pública i 10 d'empreses classificades com a «altres activitats de serveis».
Dels 74 establiments de servei als particulars que hi havia el 2009, 1 era una oficina de correu, 2 oficines bancàries, 7 tallers de reparació d'automòbils i de material agrícola, 3 autoescoles, 5 paletes, 8 guixaires pintors, 6 fusteries, 13 lampisteries, 10 electricistes, 5 perruqueries, 1 veterinari, 1 agència de treball temporal, 5 restaurants, 6 agències immobiliàries i 1 saló de bellesa.
Dels 14 establiments comercials que hi havia el 2009, 1 era un hipermercat, 1 un supermercat, 1 una gran superfície de material de bricolatge, 1 una botiga de menys de 120 m², 2 fleques, 1 una carnisseria, 1 una botiga de mobles, 1 una botiga de material esportiu, 2 drogueries i 3 floristeries.
L'any 2000 a Saint-Pierre-de-Chandieu hi havia 35 explotacions agrícoles que ocupaven un total de 1.472 hectàrees.

## Equipaments sanitaris i escolars
El 2009 hi havia 1 farmàcia i 3 ambulàncies.
El 2009 hi havia 1 escola maternal i 1 escola elemental.

## Poblacions més properes
El següent diagrama mostra les poblacions més properes.